# Canarana (geslacht)
Canarana is een kevergeslacht uit de familie van de boktorren (Cerambycidae). De wetenschappelijke naam van het geslacht werd voor het eerst geldig gepubliceerd in 1992 door Martins & Galileo.

## Soorten
Canarana omvat de volgende soorten:
- Canarana affinis (Aurivillius, 1909)
- Canarana arguta Martins & Galileo, 2008
- Canarana brachialis (Guérin-Méneville, 1855)
- Canarana exotica Galileo & Martins, 2001
- Canarana marceloi Martins & Galileo, 1992
- Canarana nigripennis (Bates, 1866)
- Canarana roseicollis Galileo & Martins, 2004
- Canarana seminigra (Bates, 1866)
- Canarana tuberculicollis (Guérin-Méneville, 1855)